# 外出開關
外出開關（Request To Exit）系列是門禁系統中最常見以及最常被使用到的，外出開關通常用於一般公家機關、銀行、大型、中小型企業以及百貨公司和住宅，一般市面上外出開關系列有無線遙控式、紅外線/微波式、觸控式、按鈕式、外出推把等..
外出開關的設計幫助了很多行動不便以及公司行號等…例如：當送貨員提了很多貨件時，手已經沒有多餘的地方可以去開門時，這時外出開關系列中的外出推把，就可以有這項好處，送貨員只要利用身體去推開門即可，這種外出推把很多時候用於逃生門使用，這項設計也是百貨公司或是醫院最常使用的門禁設備之一。

## 外出開關主要基本結構
如同上述的，外出開關系列有分為很多種類型，以下介紹每一種外出開關系列的功能以及特色所在：

### 無線遙控器
通常用於遠距離門禁系統，無線遙控器有什麼優勢？例如：在佈線困難的場所或是公司行號管制出入人口時，當訪客來臨時，內部人員只要輕輕壓下無線遙控器按鈕就可以將門打開，已達到控管人口以及節省時間。

### 紅外線／微波器
這項設計有什麼優點？紅外線／微波器利用感應方式開啟門扇，通常可安裝於廁所門口或是餐廳、超商，當客人要上門吃飯時，客人走到離門扇10公分左右，紅外線／微波器就會自動感應到，並且開啟門扇（市面上仍有紅外線／微波器在設計考量上做了比較安全的設計，也就是在紅外線旁邊多附加了一組「緊急開關」，當紅外線無電源或是故障時，只要用手動開關開門即可，這也是一種比較保險的設施。

### 觸控式
這項設計主要是當人體或是金屬物體碰觸到觸控式外出開關面板時，觸控式外出開關會啟動內部設計的N.C接點切換到N.C接點，門就會自動開啟。此項外出開關通常用於企業公司、銀行（通常在門扇外會安裝一組門禁系統（密碼控制器或是感應讀卡機）當人員進入公司時，利用卡片或是輸入密碼進入，出來時，人員只要透過觸控式外出開關，輕壓一下，門就開啟。

### 按鈕式
在外出開關系列中最常見的就是按鈕式外出開關，也是市場上普遍使用的開關之一，按鈕式外出開關又分為：

#### ANSI美規面板
在台灣市面上最常見的面板也就是美規面板，外出時，只要按下按鈕就可以開啟門扇。

#### 歐規面板
是英國標準面板尺寸，可以利用外露式安裝盒，安裝於外層面。

#### 外露式安裝
屬於比較大型面板，一般適用於大企業，一般市面上有分為塑膠外殼、不銹鋼外露盒、鋁面板等多種。

#### 背光（LED）式
專門設計用於夜間使用，當光線不足或是無燈光場所，此款設計本身有LED燈指示，可以很快找到外出開關的所在地，方便辨識方向。

#### 窄面板
此款設計為特殊面板，外型比較窄小，特別為喜愛輕巧不佔空間的人而設計（市面上仍有設計窄面板專屬的外露盒，可選擇堪入式或是外露式安裝）。

#### 開關零組件
市面上有設計多種外出開關按鈕式的按紐頭，使用者可以選擇自己喜歡或者覺得比較好按的款式作為變更，讓生活添加方便以及安全性。

#### 外出推把
最常被使用在大百貨公司或是大型醫院中，通常都安裝於逃生門使用，當緊急狀況時，警衛人員只要切換內部微動開關就可以斷電開門，外出推把有延遲時間設計，當消費者在大賣場購物時，如果想要利用逃生門直接未付帳離開，外出推把會有設定延遲時間，無法立即開啟門扇，這時外出推把的蜂鳴器會傳送到警衛室發生嗚叫聲，警衛人員會立即趕到現場查看情況，外出推把是非常安全以及方便的門禁系統。

## 一般外出開關的特色與功能

### 多種功能設計可供使用者選擇
例如無線遙控器、觸控式、紅外線／微波器、按鈕式、外出推把。

### LED燈面板設計
專門為夜間找不到外出開關而設計的LED燈面板。

### 延遲時間設計
外出推把的延遲時間設計，可以讓管理人員更明確的展握整個內部動向。